# Arthur Whitfield

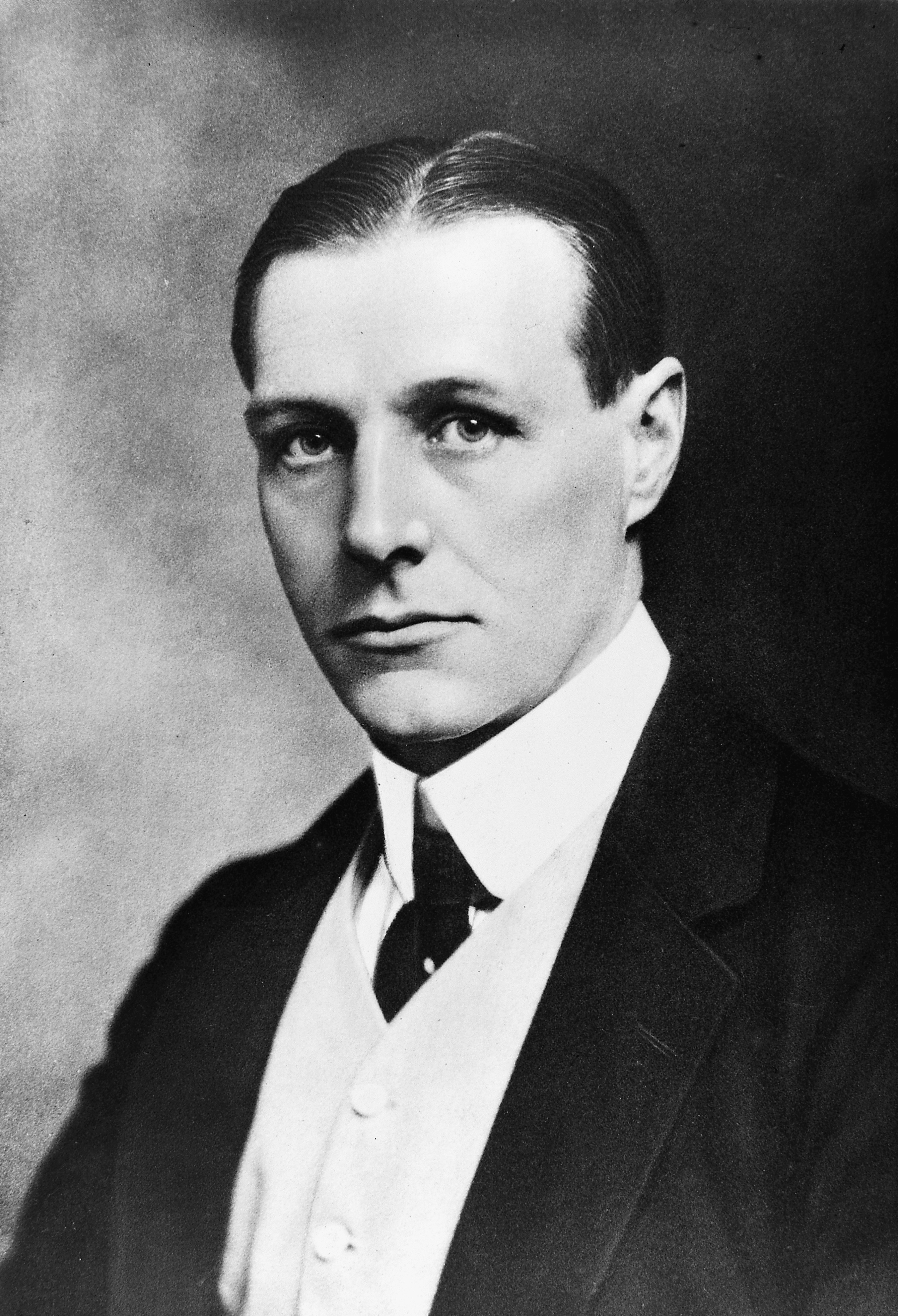
Retrato de Arthur Whitfield.

Arthur Whitfield (1868 – 1947) foi um dermatologista britânico desenvolvedor da pomada de Whitfield. Publicou uma série de trabalhos sobre as doenças da pele. Em 1907 publicou o livro A handbook of skin diseases and their treatment.